# The Banker
Pour plus de détails, voir Fiche technique et Distribution.
The Banker ou Le Financier au Québec est un film américain réalisé par George Nolfi et sorti en 2020 sur la plateforme Apple TV+. Le film retrace l'histoire vraie de deux entrepreneurs afro-américains des années 1960 mettant au point un ingénieux système d'accès au logement.
Le film est disponible gratuitement du 19 juin 2020 au 30 juin de la même année à l'occasion de la commémoration de l'abolition de l'esclavage aux États-Unis lors du « Juneteenth ».

## Synopsis
Bernard Garrett a grandi dans une petite ville du Texas. En 1954, devenu adulte, il emménage à Los Angeles pour devenir propriétaire foncier dans le but de louer des appartements. Quelque temps plus tard, il décide de s'associer avec Joe Morris pour voir plus grand.

## Fiche technique
Sauf indication contraire, les informations mentionnées dans cette section peuvent être confirmées par la base de données cinématographiques IMDb,  présente dans la section « Liens externes ».
- Titre original et français : The Banker
- Titre québécois : Le Financier
- Réalisation : George Nolfi
- Scénario : David Lewis Smith, Stan Younger, Niceole R. Levy et George Nolfi
- Musique : H. Scott Salinas
- Direction artistique : Andi Crumbley
- Décors : Lynne Mitchell
- Costumes : Aieisha Li
- Photographie : Charlotte Bruus Christensen
- Montage : Joel Viertel
- Production : Brad Feinstein, Jonathan Baker, Nnamdi Asomugha, Anthony Mackie, David Lewis Smith, George Nolfi, Joel Viertel
- Société de production : Romulus Entertainment
- Société de distribution : Apple TV+
- Pays d'origine :  États-Unis
- Langue originale : anglais
- Genre : drame biographique et historique
- Durée : 120 minutes
- Dates de sortie :
  - États-Unis : 6 mars 2020 (sortie limitée au cinéma)
  - Monde : 20 mars 2020 (Apple TV+)

## Distribution
- Anthony Mackie (VF : Jean-Baptiste Anoumon) : Bernard Garrett
- Samuel L. Jackson (VF : Thierry Desroses) : Joe Morris
- Nicholas Hoult (VF : Emmanuel Garijo) : Matt Steiner
- Nia Long (VF : Géraldine Asselin) : Eunice Garrett
- Scott Daniel Johnson (VF : Laurent Morteau) : Robert Florance Jr.
- Taylor Black (VF : Cindy Lemineur) : Susie
- Michael J. Harney (VF : Gabriel Le Doze) : Melvin Belli
- Colm Meaney (VF : Gilbert Lévy) : Patrick Barker
- Paul Ben-Victor : Donald Silverthorne
- Jessie Usher (VF : Diouc Koma) : Tony Jackson
- Rhoda Griffis (VF : Christèle Billault) : Mme Barker
- Gregory Alan Williams : Britton Garrett
- Bill Kelly (VF : Patrice Dozier) : Charles Renault
- David Alexander : M. Miller
- Jaylon Gordon : Bernard Garrett Jr.
  - Voix additionnelles : Paul Borne